# Nishi Daigo
Nishi Daigo (西 大伍 (Tây Đại-Ngũ) Nishi Daigo, sinh ngày 28 tháng 8 năm 1987) là một cầu thủ bóng đá người Nhật Bản.

## Đội tuyển bóng đá quốc gia Nhật Bản
Nishi Daigo thi đấu cho đội tuyển bóng đá quốc gia Nhật Bản từ năm 2011.

## Thống kê sự nghiệp
| Đội tuyển bóng đá Nhật Bản | Đội tuyển bóng đá Nhật Bản | Đội tuyển bóng đá Nhật Bản |
| Năm                        | Trận                       | Bàn                        |
| -------------------------- | -------------------------- | -------------------------- |
| 2011                       | 1                          | 0                          |
| 2019                       | 1                          | 0                          |
| Tổng cộng                  | 2                          | 0                          |